# Retrat imaginari 2
El retrat imaginari 2 és una pintura sobre taula feta per Armand Cardona Torrandell, sense datar, pintada al voltant de 1978 i que està exposada a la Biblioteca Armand Cardona Torrandell, des de l'octubre de 2011, cedides en dipòsit per la família a la ciutat de Vilanova i la Geltrú.
L'obra va participar en l'exposició col·lectiva Seis artistas catalanes de 1978 a la Galeria Sur de Santander, junt amb Argimon, Maria Girona, Ràfols-Casamada, Josep Maria Subirachs i Todó.

## Descripció
Un rostre sembla surar a la superfície del quadre sobre un fons abstracte de tons pàl·lids. L'obra forma part del cicle Retrats Imaginaris que inicià l'artista a partir de 1967, el segon cicle dedicat aquesta temàtica. Són caps de forma ametllada amb grans ulls que miren de front a l'espectador, sovint omplerts de cal·ligrafies i altres vegades, com en aquest cas, plens de buidor. Cardona situa aquest retrat en un paisatge imaginari, un espai abstracte poblat de formes, colors i textures, sobre el qual ha dibuixat i pintat posteriorment la figura.
L'artista pintà diversos cicles pictòrics on les figures incloïen figures dins els ulls, els caps o els cossos, que eren habitats per persones-pensament, paisatges-sentiments. El cicle de Retrats va ser un d'ells. A vegades pintava testes deshabitades per expressar la manca de sensibilitat, d'intel·ligència, memòria...